# 陪審評決
『陪審評決』（ばいしんひょうけつ、原題："The Runaway Jury"）は、ジョン・グリシャムの小説。1996年にダブルデイから刊行された。日本では、1997年10月に新潮社から刊行された。
2003年、『ニューオーリンズ・トライアル』として映画化された。ただ、1999年に公開された『インサイダー』でタバコ会社との戦いが描かれていたため、訴訟相手がタバコ会社から銃器会社に変わっている。

## あらすじ
タバコ会社を相手どって肺癌患者の遺族が製造物責任訴訟を起こした。今まで一度も敗訴していないタバコ業界は、裁判係争処理専門家のランキン・フィッチを使い、裏工作を進めていく。計画的に陪審員に潜り込んだニコラス・イースターは、恋人のマーニーと協力して、陪審員の意見を被告有罪に持っていこうとする。

## 登場人物

### 原告弁護団とその周辺
ジェイコブ・L・ウッド
肺癌で死亡。
セレステ・ウッド
ジェイコブの未亡人。原告。
ウェンドール・ローア
主任弁護人。
ジョナサン・コトラック
陪審員候補の背景調査責任者。
スコッティ・マングラム
弁護士。
ジョン・ライリー・ミルトン
弁護士。
ローレンス・クリグラー
元バイネックス社員。製造畑ひとすじ。ニコチンの中毒性を証言。
レオン・ロビリオ
元タバコ産業のロビイスト。反タバコ運動の活動家。喉頭癌で声帯切除。元喫煙家。

### 被告弁護団とその周辺
D・マーティン・ジャンクル
パイネックス社最高経営責任者。
ルーサー・ヴァンデミーア
トレルコ社最高経営責任者。
ダーウッド・ケーブル
主任弁護人。
カール・ナスマン
弁護士。陪審コンサルタント会社経営。
ランキン・フィッチ
裁判係争処理専門家
ジャック・スワンスン
フィッチの手下。元FBI捜査官。監視活動の専門家。
コンラッド
フィッチの手下。ハイテク機器の専門家。
ホセ
フィッチの運転手。
ドイル
工作員。弁護士。ニコラスの部屋に侵入。
パン
アジア人。フィッチの手下。
オリヴァー・マカドゥー
フィッチの手下。弁護士。小型カメラで陪審員席を撮影。
ホリー
フィッチの手下。若い助手。
ジョー・ボーイ
フィッチの手下。私立探偵。
ダンテ
黒人。フィッチの手下。元警察官。
デュバズ
フィッチの手下。前科持ち。
レイフ
ガードナーの私立探偵。元警察官。

### 陪審員とその周辺
ニコラス・イースター（=ジェフ・カー）
コンピューター店勤務の若者。ロースクール2年で中退。
ハーマン・グライムズ
コンピューター・プログラマー、視力障害者。
フランク・ヘレーラ
元大佐。
リッキー・コールマン
30歳。女性。病院の事務員。20歳の時に妊娠中絶手術。
ジェリー・フェルナンデス
車のセールスマン。喫煙者。ギャンブル好き。シルヴィアと交際。
ロニー・シェイヴァー
黒人。ハドリー・ブラザー社の食料品店店長。
シルヴィア・テイラー=テイタム
2回離婚女性。喫煙者。
ロリーン・デューク
黒人。空軍基地の秘書。
ミリー・デュプリー
主婦。
グラディス・カード
主婦。
ステラ・ヒューリック
主婦。喫煙者。
エンジェル・ウィース
人女性。ビール会社勤務。喫煙者。妊娠2ヶ月。
フィリップ・ザヴェル
補欠陪審員。自称芸術家。
ヘンリー・ヴー
ヴェトナム人。補欠陪審員。海老とり漁船の船主。
シャイン・ロイス
補欠陪審員。無職男。
パメラ・ブランチャード（=パメラ・カー）
ニコラスの母。ガードナー在住。夫は地元銀行の頭取。元テキサス銀行連盟の重役秘書。
トム・ラトリフ
ニコラスのロースクール時代の同級生。弁護士。
マーリー（クレア・クレメント=ゲイブリエル・ブラント）
ニコラスの恋人。
レベッカ
マーリーの友人。銀行のマネジャー。
ビヴァリー・モンク
マーリーの昔の友人。
フィービ
マーリーの昔の友人。
イーヴリン・Y・ブラント
マーリーの母。肺癌で死亡。
ピーター・ブラント
マーリーの父。肺癌で死亡。
マーカス
マーリー担当のトレーダー。
リーア
リッキーの夫。
ラリー・ゼル
リスティング・フード社（スーパーハウス社 親会社）最高責任者。ヴァンデミーアの元部下。
モリス・ピール
リスティング・フード社副社長。
D・Y・トーントン
リスティング・フード社顧問弁護士。
ジョージ・ティーカー
スーパーハウス社（食料品チェーン店）最高経営責任者。
ケン
スーパーハウス社営本部長
ベン
スーパーハウス社地区担当副社長。
トロイ・ハドリー
シェイヴァーの食料品チェーン店：ハドリー・ブラザー社の経営者の息子。無能。
ホッピー・デュプリー
ミリーの夫。不動産屋。
トッド・リングウォルト
KLX不動産グループ土地開発担当副社長。ミリーの夫ホッピーに、偽のカジノ開発で買収工作。
ジミー・ハル・モーク
郡政執行官。賄賂が好き。
ディーン・ニッチマン捜査官
FBI所属と名のる。
ラルフ・ネイピア捜査官
FBI所属と名のる。
ジョージ・クリスターノ
司法省関係者と名のる。
アラン・マッデン
FBI特別捜査官。
ネルスン
グラディスの夫。
キャル
ステラの夫。
デリック・メイプルズ
エンジェルの恋人。
クリーヴ
ウェンドール・ローアの下で仕事。デリックに買収を提案。

### 裁判所
フレデリック・ハーキン
ハリスン郡地区裁判所の判事。
グロリア・レーン
同主席書記官
ルー・デル
陪審世話係の書記官。
ピート
訟廷官（しょうていかん）。
ウィルス
保安官助手。精神遅滞。
チャック
保安官助手。
ジャンパー
保安官助手。マーリーを目撃。
ジップ
警備チーム。
ラスコー
警備チーム。

## 用語
シミーノ訴訟
1年前のタバコ訴訟。ニコラスがデイヴィット・ランカスター名義で陪審員候補に。
グラヴィン訴訟
2年前のタバコ訴訟。ニコラスがペリー・ハーシュ名義で陪審員候補に。